# Medal Koronacyjny
Medal Koronacyjny – wyróżnienie przyznawane przez prezydenta miasta Gniezna w uhonorowaniu zasług dla miasta. Medal powstał w 2005 roku, w liczbie 400 sztuk, na pamiątkę koronacji pierwszych królów Polski. Autorem Medalu jest Włodzimierz Snopkiewicz.

## Opis
Awers medalu o średnicy 69 mm przedstawia widok wczesnośredniowiecznego Gniezna oraz włócznię św. Maurycego. Rewers przedstawia pięciu władców, koronowanych w Gnieźnie: 
- 1025-1025: Bolesław I Chrobry
- 1025-1031: Mieszko II
- 1076-1079: Bolesław II Śmiały
- 1295-1296: Przemysł II
- 1300-1305: Wacław II